# Marcus Pöttler
Marcus Pöttler (* 16. Februar 1977 in Hartberg) ist ein österreichischer Schriftsteller.

## Leben
Marcus Pöttler wuchs in Pöllau bei Hartberg auf. Pöttler schreibt in erster Linie Lyrik und hat bereits mehrere Einzeltitel veröffentlicht. Zudem publiziert er regelmäßig in Literaturzeitschriften (z. B. Lichtungen, manuskripte, Podium) und Anthologien.
Marcus Pöttler lebt in Weiz.

## Einzeltitel
- fallen. gedichte. Leykam Verlag, Graz 2007, ISBN 978-3-7011-7591-8.[1]
- schilderung der einzelheiten. gedichte. Leykam Verlag, Graz 2012, ISBN 978-3-7011-7794-3.
- noctarium: gedichte. edition keiper, Graz 2013, ISBN 978-3-902901-25-5.[2]
- Echos: Gedichte. Limbus Verlag, Innsbruck 2021, ISBN 9783990392034

## Anthologien
- Lyrik von jetzt 2. Berlin Verlag, Berlin 2008, ISBN 3827008093.
- Lyrik der Gegenwart Band 3. Feldkircher Lyrikpreis 2009. Edition Art Science, St. Wolfgang 2009, ISBN 3902157585.
- Skeptische Zärtlichkeit. Leipziger Literaturverlag, Leipzig 2009, ISBN 3866600771.
- weil du die welt bist – neue liebesgedichte. edition keiper, Graz 2011, ISBN 3950318445.
- Alphabet der Kindheit. Leykam Verlag, Graz 2012, ISBN 370117816X.
- Grazer Beislballaden. Leykam Verlag, Graz 2013, ISBN 3701178690.
- savanne (mit weitwinkel). In: Gespräch über Bäume – moderne deutsche Naturlyrik. Hiltrud Gnüg (Hrsg.), Reclam-Verlag, Stuttgart 2013, ISBN 3150190037, S. 64.
- Verführung zum Staunen, Leykam Verlag, Graz 2016, ISBN 3701180245
- wo warn wir? ach ja: Junge österreichische Gegenwartslyrik, Limbus Verlag, Innsbruck 2018,  ISBN  399039133X
- Grand Tour. Reisen durch die junge Lyrik Europas, Carl Hanser Verlag, München 2019, ISBN 3446261826

## Auszeichnungen
- 2005 Literaturförderungspreis der Stadt Graz
- 2007 Literaturpreis der Steiermärkischen Sparkasse
- 2009 1. Preis beim 7. Feldkircher Lyrikpreis
- 2010 Literaturstipendium des Landes Steiermark
- 2011 Literaturpreis der Akademie Graz 1. Preis